# Häme

Herb Häme

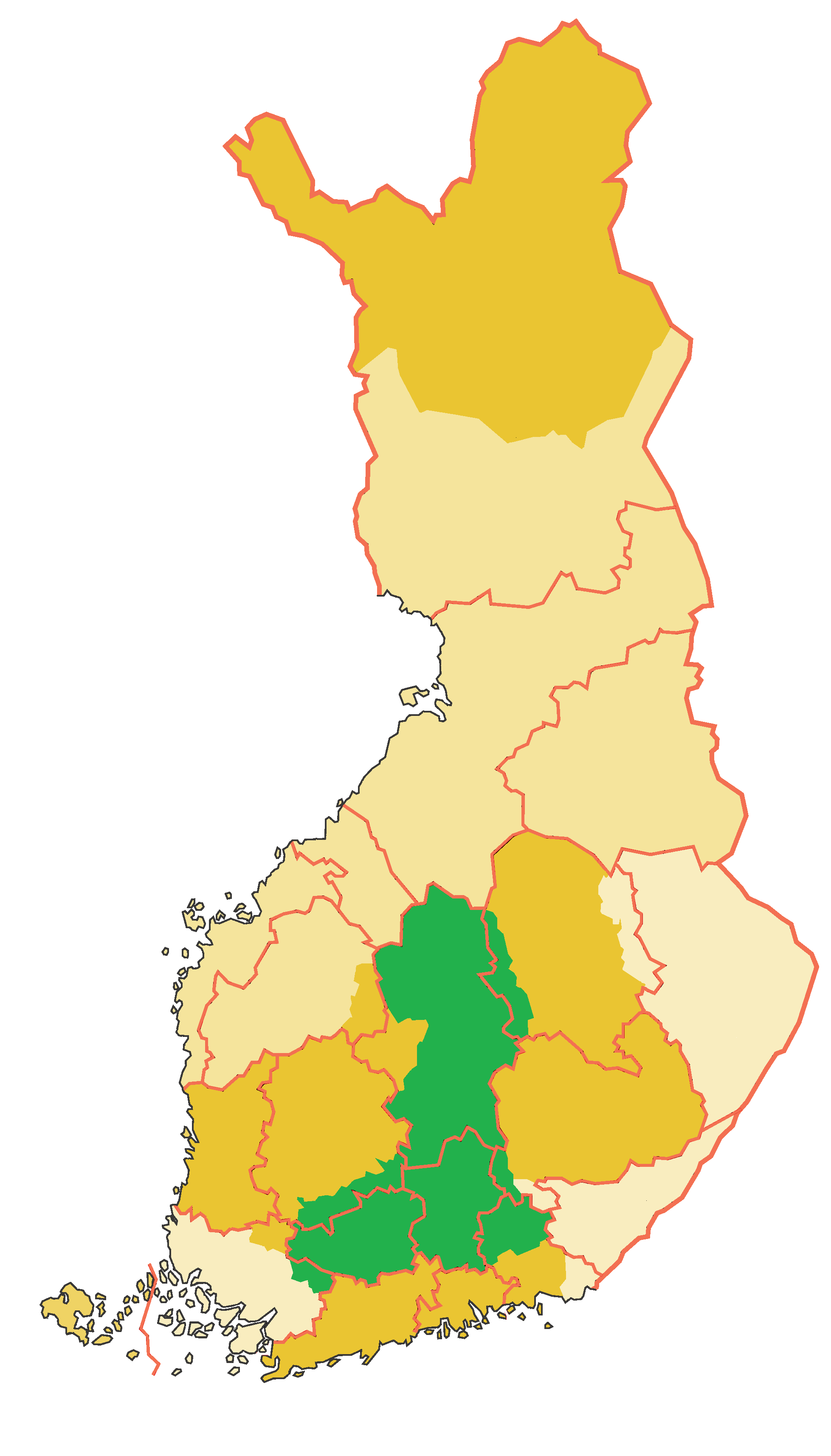
Kraina historyczna na mapie Finlandii

Häme (szw. Tavastland) – region historyczny w zachodniej części Pojezierza Fińskiego. Obecnie jest podzielony pomiędzy regiony Kanta-Häme (Tavastia Właściwa), Päijät-Häme, Pirkanmaa oraz Finlandię Środkową.
Häme w I tysiącleciu n.e. było zamieszkane przez fińskie plemię o takiej samej nazwie (zwani też Tawastami), które w IX-XIII wieku tworzyło w miarę spójną organizację z głównymi ośrodkami w Rapola i Vanaja. Wraz z II krucjatą szwedzką jarla Birgera w 1249 roku, zostało wraz z resztą Finlandii przyłączone do królestwa Szwecji. W latach 60. rozpoczęto budowę twierdzy Tavastehus, jako jednej z trzech (obok Åbo i Wyborga), mających gwarantować porządek we wschodniej kolonii. Po pokoju w Nöteborgu Hämeenlinna straciła swe znaczenie obronne, jednak nadal pozostawała ważnym centrum administracyjnym. W 1809 roku, wraz z całą Finlandią, Häme stało się częścią Rosji.
Region był ważnym ośrodkiem produkcji drewna oraz papieru. Największymi ośrodkami papierniczymi były, i są nadal, Mänttä i Valkeakoski. Od XIX wieku funkcję głównego ośrodka przemysłu przejęło Tampere, gdzie działały liczne fabryki tekstylne i metalurgiczne.
Największe miasta:
- Tampere – 212 tys.
- Hämeenlinna – 66 tys.